# 토리와 로키타
"토리와 로키타"(프랑스어: Tori et Lokita)는 2022년 개봉한 벨기에, 프랑스의 드라마 영화이다. 다르덴 형제가 감독과 각본을 맡았다. 2022년 칸 영화제 황금종려상 경쟁후보작이다.